# Marcelino Vieira
Marcelino Vieira é um município brasileiro no interior do estado do Rio Grande do Norte, Região Nordeste do país. Situa-se na região do Alto Oeste Potiguar, distante 403 quilômetros a oeste da capital do estado, Natal. Ocupa uma área de aproximadamente 346 km², e sua população segundo estimativa de 2024 era de 8 092 habitantes, segundo o Instituto Brasileiro de Geografia e Estatística, sendo então o 83º mais populoso do estado (em 167 municípios).
Emancipado de Alexandria e Pau dos Ferros na década de 1950, o nome do município é uma homenagem feita a Marcelino Vieira da Costa, agricultor e criador paraibano, que veio para o Rio Grande do Norte e se destacou na política. Um dos eventos mais importantes do município é o Jegue Folia, um dos maiores carnavais fora de época do interior do Rio Grande do Norte.

## História
Os primeiros habitantes da região correspondente ao atual município de Marcelino Vieira foram os índios panatis. A povoação do território iniciou-se quando famílias paraibanas e pernambucanas migraram para a localidade, que mais tarde seria denominada Passagem de Feijó, dando início à criação de gado, importante fator para o povoamento daquelas terras.
Em 1861, proprietário da fazenda Varzinha, o senhor Antônio Fernandes de Oliveira, doou um terreno com 60 hectares de área para a construção de um capela dedicada a Santo Antônio, pagando uma promessa feita ao santo, para que sua família fosse protegida de uma epidemia de cólera que se espalhava pelo local. As articulações para sua construção foram feitas pelo vigário da paróquia de Pau dos Ferros, o padre Bernardino José Fernandes de Queiroz. Em 1868, a capela recebeu uma imagem de Santo Antônio e, dois anos depois, com o fim da epidemia, o vigário sugeriu que a pequena localidade recebesse o nome de Vitória, o que se concretizou. O povoado crescia lenta e gradativamente, até que, em 1884, foi construída a primeira escola primária na localidade.
Em 1890, o povoado foi elevado à categoria de distrito e, dois anos depois, à categoria de vila, cujo nome foi alterado para "Panatis" em 1943, em homenagem aos primitivos habitantes do local. Finalmente, em 24 de novembro de 1953, a lei estadual nº 909 desmembrou partes do município de Alexandria e de Pau dos Ferros para formar o novo município de Marcelino Vieira, em referência a Marcelino Vieira da Costa (1858-1938), agricultor, criador e fazendeiro paraibano, natural do distrito de Quixaba, município de Uiraúna, que se mudou para o Rio Grande do Norte, tendo residido no Sítio Aroeira em Luís Gomes, tendo ainda exercido o cargo de deputado estadual. A instalação oficial do município ocorreu em 24 de janeiro de 1954.

## Geografia
De acordo com a divisão do Instituto Brasileiro de Geografia e Estatística (IBGE) vigente desde 2017, Marcelino Vieira pertence à região geográfica imediata de Pau dos Ferros, dentro da região geográfica intermediária de Mossoró; até então, com a vigência das divisões em mesorregiões e microrregiões, fazia parte da microrregião de Pau dos Ferros, que por sua vez estava incluída na mesorregião do Oeste Potiguar. A cidade está distante 400 km de Natal, capital estadual, e 2 094 km de Brasília, capital federal. Ocupa uma área territorial de 345,711 km² (0,6546% do território potiguar) e se limita com os municípios de Pau dos Ferros e Rafael Fernandes a norte; Tenente Ananias a sul; Pilões, Antônio Martins e Alexandria a leste; José da Penha e novamente Rafael Fernandes a oeste.

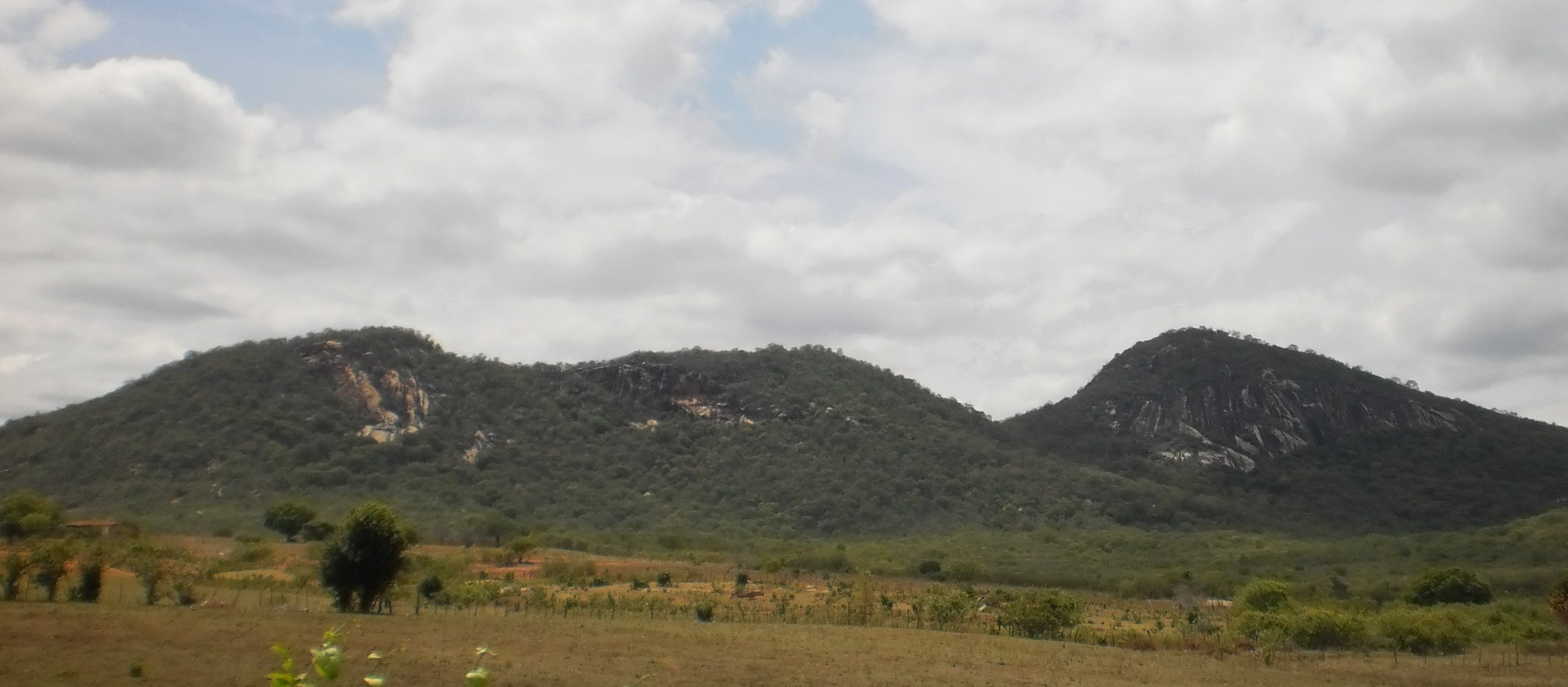
Serra de São Sebastião

O relevo do município, com altitudes variando entre duzentos e quatrocentos metros, é formado pela Depressão Sertaneja-São Francisco, que compreende uma série de terrenos baixos situados de transição entre o Planalto da Borborema e a Chapada do Apodi, com as serras de Marcelino Vieira (São Sebastião) e Panatis e os serrotes do Pico e Rodeador. Marcelino Vieira está situado em área de abrangência de rochas metamórficas que formam o embasamento cristalino, formadas durante o período Pré-Cambriano médio (entre um bilhão e 2,5 bilhões de anos).
Predomina o solo podzolítico do tipo vermelho amarelo equivalente eutrófico, característico de áreas de relevo suave, bastante fértil, textura média e drenagem acentuada, havendo também áreas de solos bruno não cálcicos nas porções oeste e sudoeste do município. Ambos, na nova classificação brasileira de solos, constituem os luvissolos. Esses solos são cobertos pela vegetação da caatinga, de espécies de pequeno porte, cujas folhas desaparecem na estação seca. Entre as espécies mais comuns estão o facheiro (Pilosocereus pachycladus), o faveleiro (Cnidoscolus quercifolius), a jurema-preta (Mimosa hostilis), o marmeleiro (Cydonia oblonga), o mufumbo (Combretum leprosum) e o xique-xique (Pilosocereus polygonus).
Marcelino Vieira é cortado pelos rios Apodi-Mossoró e Pilões, possuindo seu território inteiramente na bacia hidrográfica do primeiro. O principal reservatório é o Açude Caiçara ou Junco, com capacidade para 11 200 125 m³. O clima, por sua vez, é semiárido (Bsh segundo Köppen), chuvas concentradas em poucos meses do ano e elevadas temperaturas. Segundo dados da Empresa de Pesquisa Agropecuária do Rio Grande do Norte (EMPARN), de 1933 a 1986 e a partir de 1993, o maior acumulado de precipitação em 24 horas registrado em Marcelino Vieira chegou a 156 mm em 17 de abril de 1994. Em abril de 1985 o total mensal alcançou 537,2 mm, o maior da série histórica. Desde o final de julho de 2020, quando entrou em operação uma estação meteorológica automática da EMPARN na cidade, as temperaturas variaram de 18,8 °C em 7 de agosto de 2020 a 39,4 °C em 2 de dezembro de 2023.
| Dados climatológicos para Marcelino Vieira                                                                              | Dados climatológicos para Marcelino Vieira | Dados climatológicos para Marcelino Vieira | Dados climatológicos para Marcelino Vieira | Dados climatológicos para Marcelino Vieira | Dados climatológicos para Marcelino Vieira | Dados climatológicos para Marcelino Vieira | Dados climatológicos para Marcelino Vieira | Dados climatológicos para Marcelino Vieira | Dados climatológicos para Marcelino Vieira | Dados climatológicos para Marcelino Vieira | Dados climatológicos para Marcelino Vieira | Dados climatológicos para Marcelino Vieira | Dados climatológicos para Marcelino Vieira |
| Mês | Jan                                        | Fev                                        | Mar                                        | Abr                                        | Mai                                        | Jun                                        | Jul                                        | Ago                                        | Set                                        | Out                                        | Nov                                        | Dez                                        | Ano                                        |
| --- | ------------------------------------------ | ------------------------------------------ | ------------------------------------------ | ------------------------------------------ | ------------------------------------------ | ------------------------------------------ | ------------------------------------------ | ------------------------------------------ | ------------------------------------------ | ------------------------------------------ | ------------------------------------------ | ------------------------------------------ | ------------------------------------------ |
| Temperatura máxima recorde (°C)                                                                                         | 37,9                                       | 38                                         | 35                                         | 34,4                                       | 34,5                                       | 34,7                                       | 36,6                                       | 37                                         | 37,6                                       | 38,4                                       | 39                                         | 39,4                                       | 39,4                                       |
| Temperatura mínima recorde (°C)                                                                                         | 21,4                                       | 21                                         | 22,3                                       | 21,2                                       | 20,1                                       | 20                                         | 19,2                                       | 18,8                                       | 20,1                                       | 21,8                                       | 22,7                                       | 19,9                                       | 18,8                                       |
| Precipitação (mm) | 88,1                                       | 124,2                                      | 218,3                                      | 170,3                                      | 92,2                                       | 24,4                                       | 15,6                                       | 2,8                                        | 2,3                                        | 5,3                                        | 9                                          | 24,9                                       | 777,4                                      |
| Fonte: EMPARN (recordes de temperatura: 28/07/2020-28/10/2021 e 24/11/2023-presente; médias de precipitação: 1933-2018) |                                            |                                            |                                            |                                            |                                            |                                            |                                            |                                            |                                            |                                            |                                            |                                            |                                            |

## Demografia
A população de Marcelino Vieira no censo demográfico de 2010 era de 8 265 habitantes, com uma taxa de crescimento negativa de -0,13% ao ano em relação ao censo de 2000, sendo o 79º município em população do Rio Grande do Norte, apresentando uma densidade populacional de 23,91 km². Segundo o mesmo censo, 59,21% dos habitantes viviam na zona urbana e 40,79% na zona rural. Ao mesmo tempo, 50,83% eram do sexo feminino e 49,17% do sexo masculino, tendo uma razão de sexo de aproximadamente 97 homens para cada cem mulheres. Quanto à faixa etária, 65,03% pessoas tinham entre 15 e 64 anos, 25,23% menos de quinze anos e 9,74% 65 anos ou mais.
Conforme pesquisa de autodeclaração do mesmo censo, a população era formada por brancos (49,79%), pardos (43,05%), pretos (5,91%) e amarelos (1,25%). Todos os habitantes eram brasileiros natos (80,83% naturais do município), dos quais 98,13% nascidos na Região Nordeste (98,13%), 1,31% no Sudeste e 0,56% no Centro-Oeste.  Entre os naturais de outras unidades da federação, os estados com maior percentual de residentes eram Paraíba (3,36%), Ceará (1,36%) e São Paulo (1,31%).

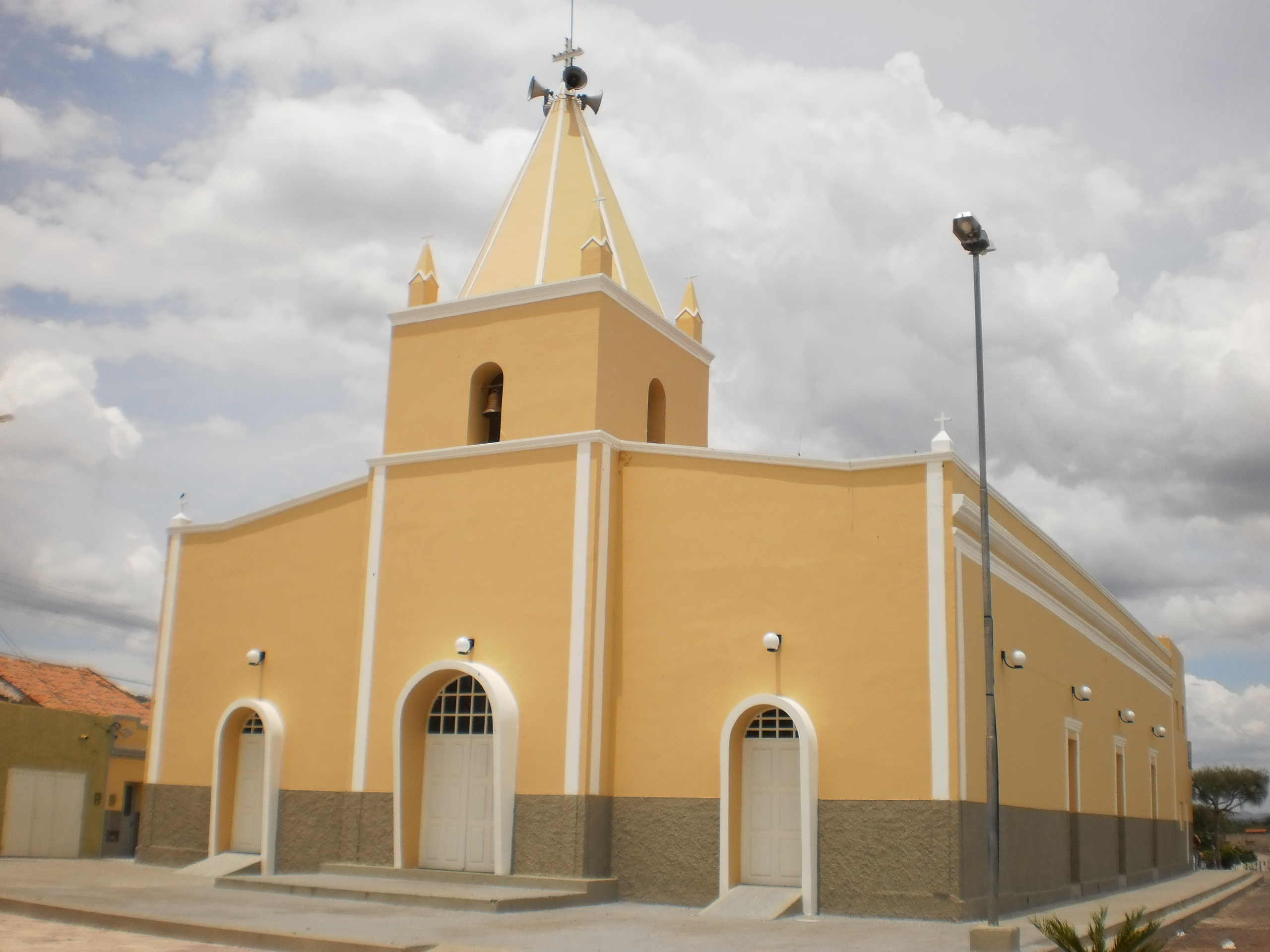
Igreja de Santo Antônio, hoje sede da paróquia de Marcelino Vieira

Ainda segundo o mesmo censo, a população de Marcelino Vieira era formada por católicos (92,03%), evangélicos (6,45%) e testemunhas de Jeová (0,24%). Outros 1,14% não possuíam religião e 0,14% possuíam religião não determinada ou múltiplo pertencimento. Na Igreja Católica, o padroeiro local é Santo Antônio; a paróquia, que pertence à Diocese de Mossoró, foi criada em 13 de junho de 1961, desmembrando-se da Pau dos Ferros. Há ainda alguns credos protestantes ou reformados, sendo alguns deles a Assembleia de Deus, a Congregação Cristã, Deus é Amor e a Igreja Universal do Reino de Deus.
O Índice de Desenvolvimento Humano (IDH-M) do município é considerado médio, de acordo com dados do Programa das Nações Unidas para o Desenvolvimento (PNUD). Segundo dados do relatório de 2010, divulgados em 2013, seu valor era de 0,609, sendo o 74º maior do Rio Grande do Norte e o 3 927 º do Brasil. Considerando-se apenas o índice de longevidade, seu valor é de 0,776, o valor do índice de renda é de 0,571 e o de educação de 0,510. De 2000 a 2010, a proporção de pessoas com renda domiciliar per capita de até 140 reais reduziu em 51,9%, passando de 65,8% para 31,7%. Em 2010, 60,7% da população vivia acima da linha de pobreza, 24,4% abaixo da linha de indigência e 14,9% entre as linhas de indigência e de pobreza. No mesmo ano, o índice de Gini era de 0,52 e os 20% mais ricos eram responsáveis por 54,5% do rendimento total municipal, valor pouco mais de 27 vezes superior à dos 20% mais pobres, de apenas 2%.

## Política
O poder executivo de Marcelino Vieira é exercido pelo prefeito, auxiliado pelo seu gabinete de secretários. O atual prefeito do município é Kerles Jácome Sarmento, conhecido como Babau, do Partido Social Democrático (PSD), e a vice Arli Maria de Paiva Lima, do Movimento Democrático Brasileiro (MDB), eleitos nas eleições municipais de 2016 com 57,54% dos votos válidos. O poder legislativo é constituído é exercido pela câmara municipal, formada por nove vereadores. Cabe à casa elaborar e votar leis fundamentais à administração e ao executivo, especialmente o orçamento municipal (conhecido como Lei de Diretrizes Orçamentárias).
Em complementação ao processo legislativo e ao trabalho das secretarias, existem também alguns conselhos municipais em atividade: alimentação escolar, antidroga, assistência social, educação, FUNDEB e meio ambiente. O município se rege por sua lei orgânica, promulgada em 1989, e abriga uma comarca do poder judiciário estadual, de primeira entrância, com sede no Fórum Municipal Desembargador José Fernandes Vieira, possuindo como termo Tenente Ananias. O município pertence à 65ª zona eleitoral do Rio Grande do Norte e possuía, em dezembro de 2018, 6 166 eleitores, de acordo com o Tribunal Superior Eleitoral (TSE), o que representa 0,26% do eleitorado potiguar.

## Economia
Em 2012, o Produto Interno Bruto (PIB) do município de Marcelino Vieira era de R$ 48 067 mil, dos quais 35 612 mil do setor terciário, R$ 4 470 mil do setor secundário, R$ 4 130 mil do setor primário e R$ 3 855 mil de impostos sobre produtos líquidos de subsídios a preços correntes. O PIB per capita era de R$ 5 826,96.

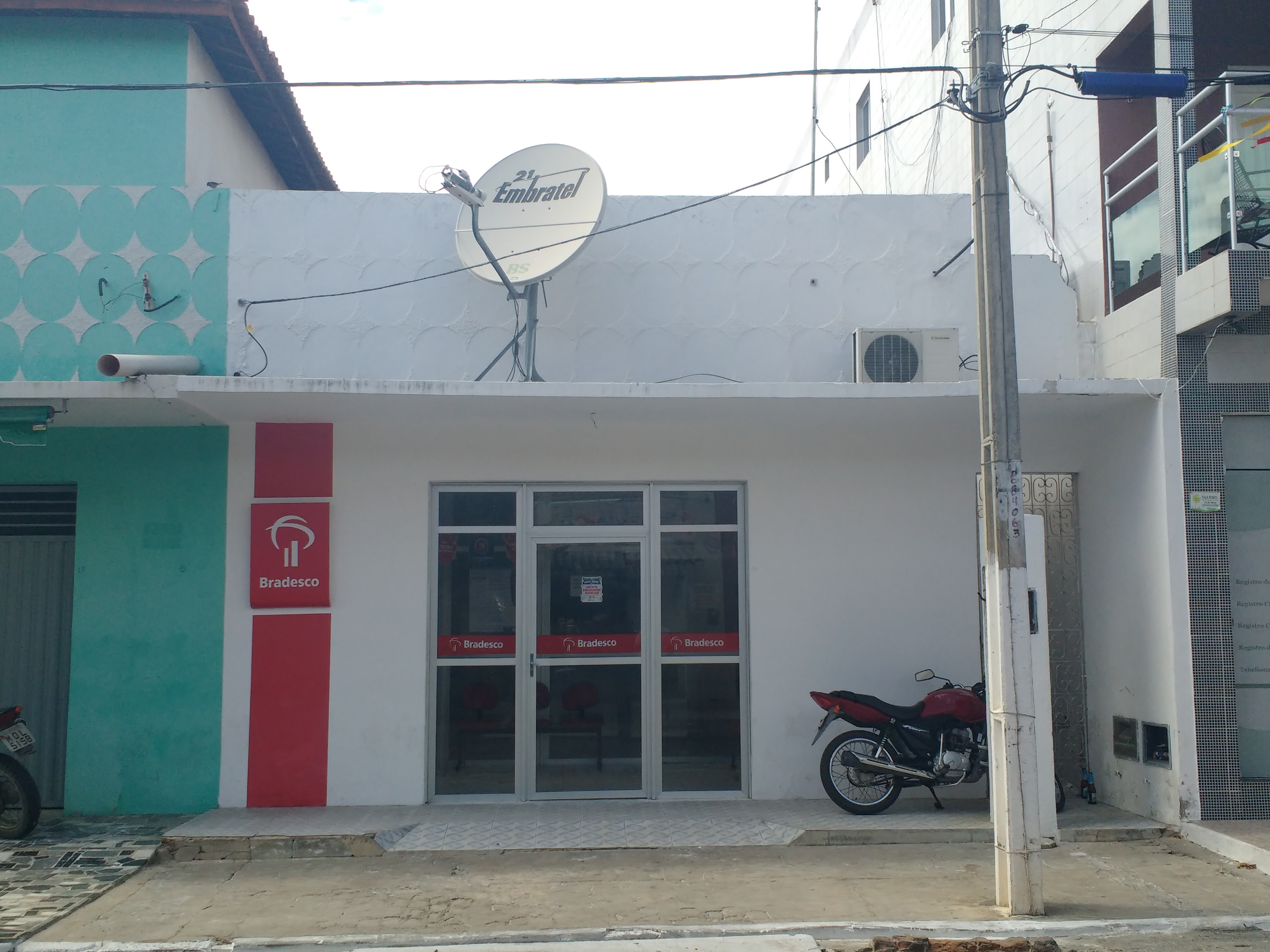
Agência bancária do Bradesco

Segundo o IBGE, em 2013 o município possuía um rebanho de 8 064 galináceos (frangos, galinhas, galos e pintinhos), 7 765 bovinos, 3 720 ovinos, 1 002 suínos, 710 caprinos e 328 equinos. Na lavoura temporária de 2013 foram produzidos cana-de-açúcar (210 t), tomate (140 t), milho (20 t), mandioca (16 t), batata-doce (14 t) e milho (7 t), e na lavoura permanente coco-da-baía (vinte mil frutos), banana (72 t) e goiaba (12 t). Ainda no mesmo ano o município também produziu 1 178 mil litros de leite de litros de 1 840 vacas ordenhadas; 22 mil dúzias de ovos de galinha e 13 780 quilos de mel de abelha.
Em 2010, considerando-se a população municipal com idade igual ou superior a dezoito anos, 48,3% era economicamente ativa ocupada, 43,9% inativa e 7,8% ativa desocupada. Ainda no mesmo ano, levando-se em conta a população ativa ocupada na mesma faixa etária, 43,21% trabalhavam no setor de serviços, 32,4% na agropecuária, 12,31% no comércio, 5,6% em indústrias de transformação, 4,35% na construção civil e 0,77% na utilidade pública. Conforme o Cadastro de Empresas de 2013, Marcelino Vieira possuía 102 unidades (empresas) locais, todas atuantes; salários juntamente com outras remunerações somavam R$ 5 222 mil e o salário médio mensal era de 1,7 salários mínimos.

## Infraestrutura
|                     |  |                      |
| Escritório da CAERN |  | Subestação da COSERN |

O serviço de abastecimento de água de Marcelino Vieira é operado pela Companhia de Águas e Esgotos do Rio Grande do Norte (CAERN) e a empresa responsável pelo fornecimento de energia elétrica é a Companhia Energética do Rio Grande do Norte (COSERN). A voltagem da rede é de 220 volts. O código de área de Marcelino Vieira é 084 e o Código de Endereçamento Postal (CEP) é 59970-000.
Em 2010 o município possuía 90,51% dos seus domicílios com água canalizada, 99,41% com eletricidade e 55,62% com coleta de lixo. Ao mesmo tempo 66,02% tinham somente telefone celular, 7,81% possuíam celular e fixo e 0,68% apenas telefone fixo (0,68%).
A frota municipal em 2014 era 885 motocicletas, 361 automóveis, 112 caminhonetes, 86 motonetas, 22 caminhões, quatorze micro-ônibus, sete camionetas, um ônibus e um utilitário, além de doze em outras categorias, totalizando 1 501 veículos. No transporte rodoviário, o município é cortado pela rodovia estadual RN-079, que liga Marcelino Vieira a localidades próximas.

### Saúde
A rede de saúde de Marcelino Vieira dispunha, em 2009, de cinco estabelecimentos de saúde (quatro públicos e um privado), todos prestando atendimento ao Sistema Único de Saúde (SUS), com treze leitos para internação, entre os quais o Hospital Maternidade Padre Agnelo Fernandes, que pertence à esfera administrativa privada e presta serviços de atendimento ambulatorial, internação e SADT (Serviço Auxiliar de Diagnóstico e Terapia), além de possuir leitos nas especialidades de clínica geral, obstetrícia e pediatria clínicas. Marcelino Vieira pertence à VI Unidade Regional de Saúde Pública do Rio Grande do Norte (URSAP-RN), com sede em Pau dos Ferros.
Em 2010, a expectativa de vida ao nascer do município era de 71,56 anos, com índice de longevidade de 0,776, taxa de mortalidade infantil de 22,2 por mil nascidos vivos e taxa de fecundidade de 2,2 filhos por mulher. Em abril do mesmo ano, a rede profissional de saúde era constituída por dez auxiliares de enfermagem, cinco médicos (três médicos de família, um radiologista e um clínico geral), cinco cirurgiões-dentistas, quatro enfermeiros, três técnico de enfermagem, dois assistentes sociais e um farmacêutico, totalizando trinta profissionais. Segundo dados do Ministério da Saúde, entre 2001 e 2012, foram notificados 237 casos de dengue e um de leishmaniose.

### Educação
| 2005 | 2,7 | 2,5 |
| 2007 | 3   | 2,3 |
| 2009 | 3   | 2,7 |
| 2011 | 3,9 | 3.1 |
| 2013 | 3,4 | 3,7 |

O fator "educação" do IDH no município atingiu em 2010 a marca de 0,510, ao passo que a taxa de alfabetização da população acima dos dez anos indicada pelo último censo demográfico do mesmo ano foi de 72,1% (80,1% para as mulheres e 63,9% para os homens). A taxa de conclusão dos ensinos fundamental (15 a 17 anos) e médio (18 a 24 anos) era de 31,7% e 33,3%, respectivamente, e o percentual de alfabetização de jovens e adolescentes entre 15 e 24 anos de 93,2%.

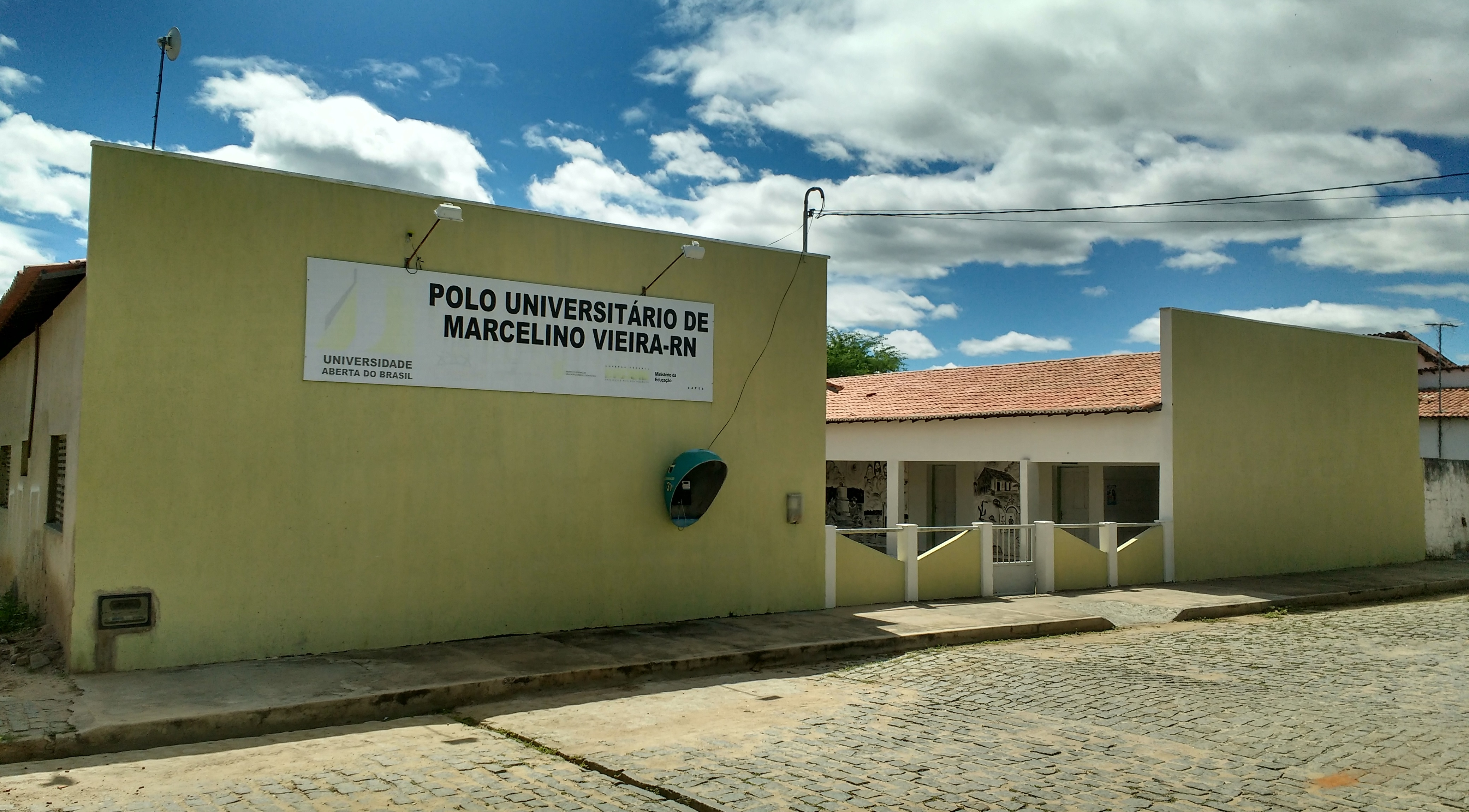
Polo Universitário da Universidade Aberta do Brasil de Marcelino Vieira, inaugurado em 2011.

Ainda em 2010 Marcelino Vieira possuía uma expectativa de 9,62 anos de estudo, valor ligeiramente acima da média estadual (9,54 anos). O percentual de crianças de cinco a seis anos na escola era de 100% e de onze a treze anos cursando o fundamental de 86,88%. Entre os jovens, a proporção na faixa de quinze a dezessete anos com fundamental completo era de 32,76% e de 18 a 20 anos com ensino médio completo de 31,22%. Considerando-se apenas a população com idade maior ou igual a 25 anos, 37,75% não sabiam ler ou escrever, 28,31% haviam concluído o fundamental, 17,73% tinham ensino médio completo e 4,36% ensino superior completo. A distorção idade-série entre alunos do ensino fundamental, ou seja, com com idade superior à recomendada, era de 18,1% para os anos iniciais e 40,7% nos anos finais, enquanto no ensino médio essa defasagem era de 44,7% (2014).
Em 2012, de acordo com o Instituto Nacional de Estudos e Pesquisas Educacionais (INEP) e o Ministério da Educação (MEC), Marcelino Vieira possuía uma rede de 23 escolas de ensino fundamental (com 84 docentes), dezoito do pré-escolar (vinte docentes) e duas de ensino médio (quatorze docentes). No ensino superior, o município abriga um polo da Universidade Aberta do Brasil (UAB), inaugurado em 2011.

## Cultura
A Secretaria Municipal de Cultura é o órgão da prefeitura responsável pela educação e pela área cultural e esportiva do município de Marcelino Vieira, cabendo a ela a organização de atividades e projetos culturais.

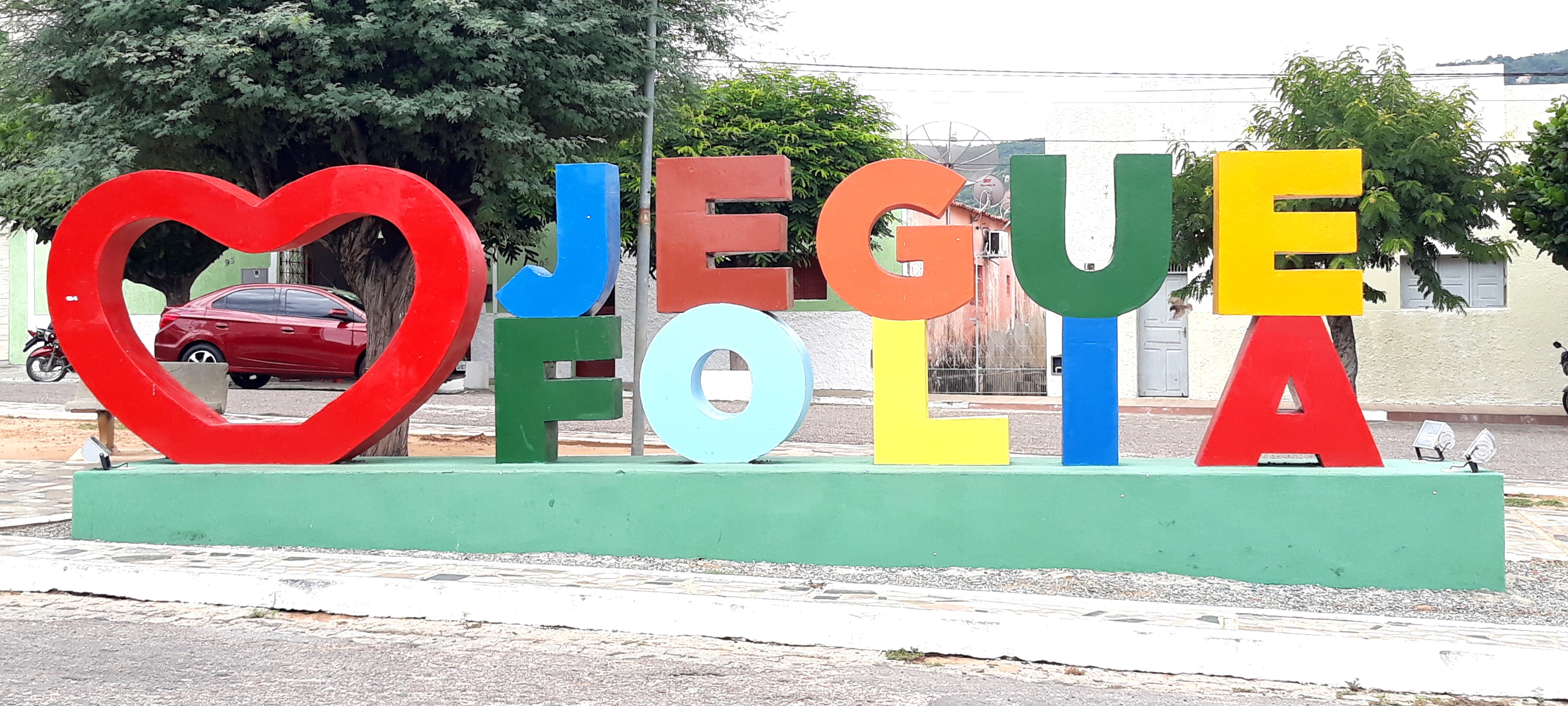
Letreiro do Jegue Folia, uma das maiores micaretas do interior do Rio Grande do Norte, que ocorre anualmente no início do mês de janeiro.

Os principais eventos culturais do município são o Jegue Folia, uma das maiores festas estilo micareta (carnaval fora de época) do interior do Rio Grande do Norte, realizada no início do ano, desde 2001, durante três dias, com muita folia; a festa do padroeiro Santo Antônio, que se inicia no dia 3 de junho e prossegue com as nove noites do novenário, encerrando-se no dia 13 de junho, com a procissão percorrendo as ruas da cidade com a imagem do santo, havendo também a programação sociocultural; e a festa de emancipação política, que acontece no dia 24 de novembro, cuja programação inclui a alvorada festiva, o hasteamento das bandeiras e outros eventos, além de uma vasta programação que inclui lazer e entretenimento, como apresentações de bandas musicais.

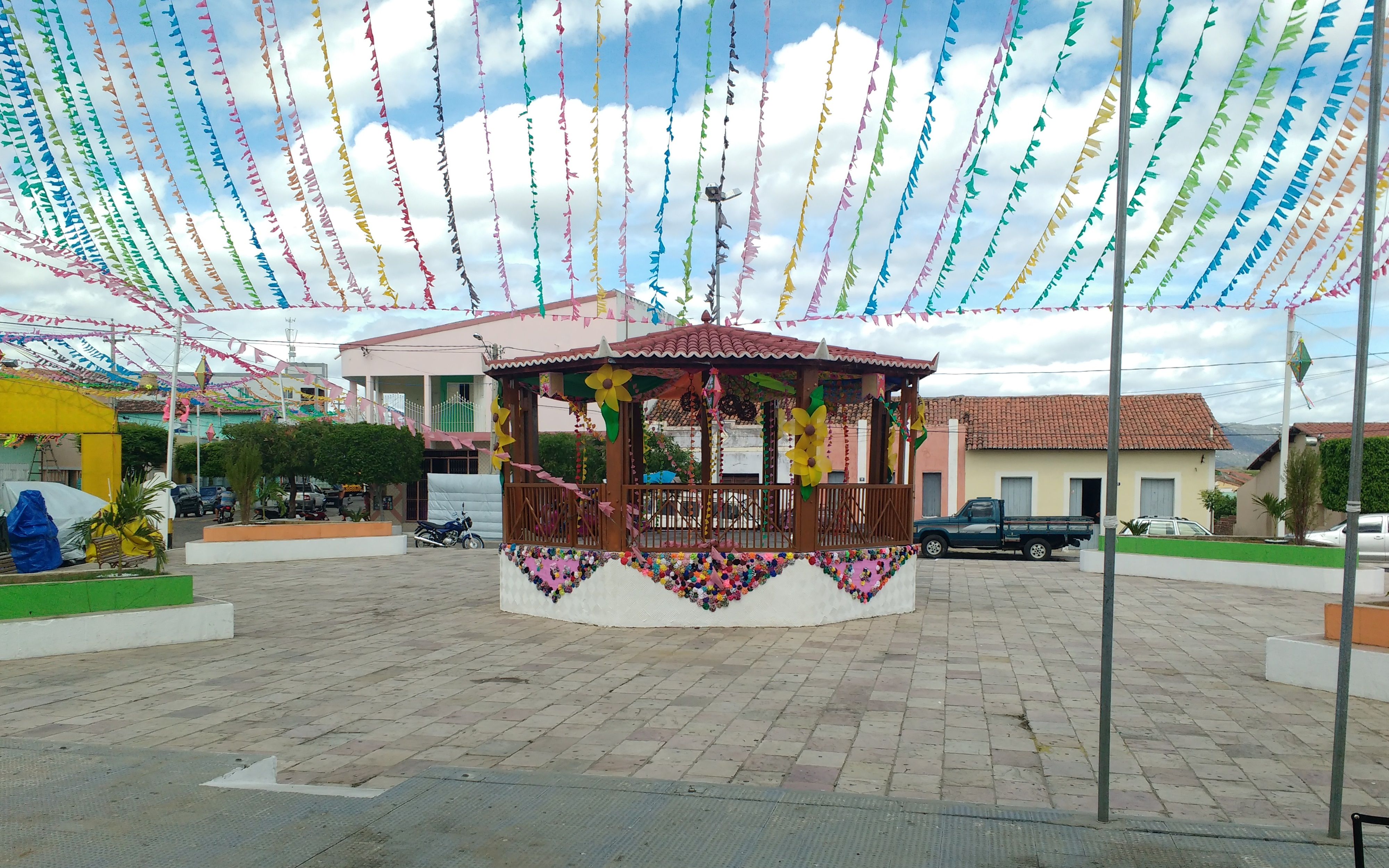
Coreto da praça da Igreja Matriz de Santo Antônio, enfeitada durante o período das festas juninas, quando também ocorre a festa do padroeiro Santo Antônio.

Também são realizados eventos com ênfase no setor esportivo, como o Campeonato Municipal de Futebol e a Copa Regional de Futsal "Arimateia Fernandes". No turismo, os principais atrativos são o açude público municipal, a fazenda São João Batista, a Igreja Matriz de Santo Antônio e as serras do Panatis e São Sebastião, sendo que alto desta última se situa uma capela dedicada ao santo homônimo. As principais atividades artesanais são o barro e o bordado, além de materiais recicláveis. Marcelino Vieira também possui bandas musicais e grupos artísticos de capoeira, manifestação tradicional popular e teatro.
Em Marcelino Vieira há, além dos feriados nacionais, estaduais e dos pontos facultativos, três feriados municipais, que são os dias 13 de junho, dia do padroeiro Santo Antônio; 2 de outubro, Dia da Cultura e da Criação da Medalha de Honra do Mérito "Edilton Fernandes" e 24 de novembro, data da emancipação política.